# Gerard Piqué

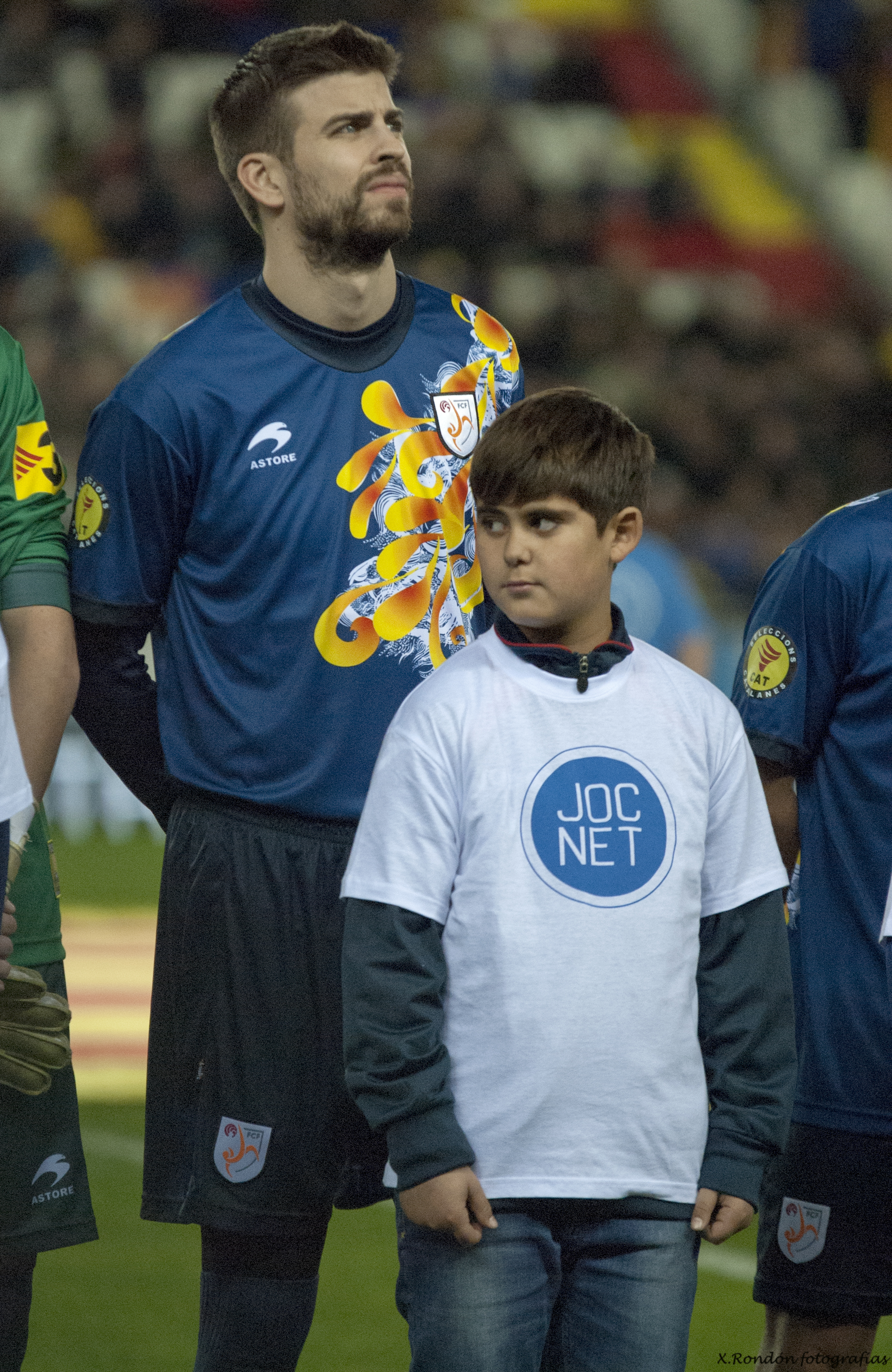
Piqué przed meczem reprezentacji Katalonii (2013)

Gerard Piqué Bernabeu (katalońska wymowa [ʒəˈɾar piˈke]; ur. 2 lutego 1987 w Barcelonie) – hiszpański piłkarz narodowości katalońskiej, który występował na pozycji środkowego obrońcy, w latach 2009–2018 reprezentant Hiszpanii. Złoty medalista Mistrzostw Świata 2010 i Mistrzostw Europy 2012. Jeden z założycieli firmy Kosmos.

## Kariera klubowa

### Młodzieżowa kariera
Gerard karierę zaczynał w młodzieżowych zespołach FC Barcelony, skąd w lutym 2004 trafił do Manchesteru United. Od początku uznawany był za utalentowanego obrońcę. 

### Manchester United
Debiut w klubie zaliczył w 2004 roku w meczu przeciwko Crewe Alexandra w pucharze Carling Cup zastępując John O'Shea. Ostatecznie spotkanie zakończyło się wynikiem 3:0.
Swój debiut w Premier League zaliczył w październiku 2005 w wygranym 3:1 meczu z Sunderlandem, wchodząc na boisko z ławki rezerwowych.
Po raz pierwszy w wyjściowym składzie wyszedł 29 marca 2006 przeciwko West Hamowi United, rozpoczynając mecz na prawej obronie, gdzie zastępował Gary’ego Neville’a.
Jednak na początku sezonu 2006/2007 Sir Alex Ferguson zdecydował się go wypożyczyć do klubu z jego ojczyzny, Realu Saragossa, aby umożliwić mu częstsze występy w podstawowej jedenastce. Hiszpan był obok braci (Gabriela i Diego) Milito jednym z lepszych piłkarzy swojej ekipy, która zajęła w tabeli Primera División 6. miejsce, premiowane startem w Pucharze UEFA w kolejnym sezonie.
Pique nie dane jednak było wystąpić w tych rozgrywkach, gdyż w lipcu 2007 musiał wrócić do Manchesteru United. W sezonie 2007/2008 był tylko graczem rezerwowym i wystąpił w zaledwie 9 meczach (z czego 5 w podstawowej jedenastce), jego wkład w wygranie rozgrywek Premier League i Ligi Mistrzów był niewielki.

### FC Barcelona
Katalończyk w letnim oknie transferowym przed sezonem 2008/09 wrócił do Barçy, którą niewiele wcześniej przejął Pep Guardiola. Jak się okazało, był to znakomity ruch zarówno dla klubu, jak i samego piłkarza. FC Barcelona zwyciężyła wtedy we wszystkich rozgrywkach, w których brała udział, a Piqué zaliczył 45 występów. Jednym z najlepszych momentów dla Gerarda był gol strzelony w El Clásico, które zakończyło się zwycięstwem Barcelony 6:2. 
W tym samym sezonie Barcelona zdobyła tytuł La Ligi 2008–09 po tym, jak Real Madryt przegrał 2–3 z Villarrealem, pozostawiając dwa mecze do końca sezonu
13 maja 2009 zdobył swoje pierwsze trofeum w barwach Barcelony, pomagając drużynie w zwycięstwie 4–1 nad Athletic Bilbao w finale Copa del Rey.
19 grudnia 2009 roku znalazł się w składzie swojej drużyny, która pokonała argentyński klub Estudiantes 2–1 w finale Klubowego Pucharu Świata FIFA 2009 w Abu Dhabi, kompletnie zdobywając niespotykany sześciokrotny sukces. Piqué asystował przy wyrównującym golu Pedro w 89. minucie, który przeniósł mecz do dogrywki.
26 lutego 2010 roku podpisał przedłużenie kontraktu, zobowiązując się pozostać w Barcelonie co najmniej do lata 2015 roku. 
28 kwietnia 2010 roku strzelił gola w zwycięstwie 1–0 w drugim meczu półfinałowym Ligi Mistrzów z Interem Mediolan, chociaż jego drużyna odpadła z wynikiem 3–2 w dwumeczu.
7 grudnia 2010 roku pełnił funkcję kapitana Barcelony w meczu przeciwko rosyjskiemu klubowi Rubinowi Kazań, który zakończył się zwycięstwem 2–0 na Camp Nou w ostatnim meczu fazy grupowej Ligi Mistrzów, z powodu absencji regularnego kapitana Carlesa Puyola i wicekapitana Xaviego.
28 maja 2011 roku wystąpił w swoim drugim finale Ligi Mistrzów. Barcelona pokonała Manchester United 3–1 na stadionie Wembley, zdobywając drugi raz tytuł Ligi Mistrzów w ciągu trzech sezonów.
18 grudnia 2011 roku wystąpił w wyjściowym składzie podczas zwycięstwa rezultatem 4–0 nad brazylijskim klubem Santos w finale Klubowych Mistrzostw Świata w 2011 roku w Yokohamie.
W sezonie 2012/13 wystąpił w 44 spotkaniach, w których strzelił 3 bramki.  W trakcie tego samego sezonu wielokrotnie zmuszony był do przerwania gry z powodu kontuzji kostki, jednak mimo tego znacząco przyczynił się do triumfu katalońskiego klubu w hiszpańskiej lidze.
W kolejnych latach Piqué stał się niekwestionowanym piłkarzem pierwszego składu zarówno w klubie, jak i reprezentacji Hiszpanii.
20 maja 2014 roku przedłużył kontrakt z Barceloną, zobowiązując się pozostać w klubie do 2019 roku.
6 czerwca 2015 roku pojawił się w podstawowym składzie katalońskiego klubu w finałowym starciu Ligi Mistrzów w 2015 roku, gdzie klub zdobył swoje piąte mistrzostwo Europy, zwyciężając włoski Juventus wynikiem 3–1 na Olympiastadion w Berlinie.  Barcelona stała się tym samym pierwszym klubem w historii, który dwukrotnie zdobył potrójną koronę: krajową ligę, puchar krajowy i Puchar Europy. Piqué, Xavi, Lionel Messi, Andrés Iniesta, Sergio Busquets, Dani Alves i Pedro są jedynymi zawodnikami, którzy byli częścią obu drużyn zdobywających potrójną koronę.
20 grudnia 2015 roku zagrał w finale Klubowych Mistrzostw Świata w 2015 przeciwko argentyńskiemu klubowi River Plate w Yokohamie, a klub z Hiszpanii zwyciężył 3–0.
W sezonie 2015/2016 wystąpił w 46 spotkaniach, strzelił 5 bramek i zaliczył jedną asystę, gdzie zdobył cztery trofea: Mistrzostwo Hiszpanii, Puchar Króla, Superpuchar UEFA, Klubowe Mistrzostw Świata.
Podczas sezonu 2017/18 rozegrał 49 spotkań, gdzie strzelił 5 bramek oraz zdobył Mistrzostwo Hiszpanii i Puchar Króla.
18 stycznia 2018 roku ponownie przedłużył swój kontrakt, tym razem do 2022 roku. 25 sierpnia 2019 roku wystąpił przez pełne 90 minut w zwycięstwie wynikiem 5–2 przeciwko Real Betis, zaliczając tym samym swoje 500 spotkanie w barwach klubu.
20 października 2020 roku podpisał kolejne przedłużenie kontraktu, zobowiązując się pozostać w klubie do 20 czerwca 2024 roku.
3 marca 2021 roku  zdobył decydującą bramkę głową w półfinale Pucharu Króla przeciwko Sevilli, wyrównując wynik łączny i przynosząc dogrywkę. Barcelona wygrała ten mecz 3–0 po dogrywce, awansując do finału Pucharu Króla w 2021 roku, który ostatecznie wygrała.
5 listopada 2022 roku rozegrał swój ostatni mecz w barwach FC Barcelony, będący jednocześnie jego ostatnim meczem w karierze piłkarskiej, której zakończenie zapowiedział kilka dni wcześniej.

## Statystyki

### Klubowe
| Klub                  | Sezon      | Liga  | Liga   | Puchar kraju | Puchar kraju | Puchar ligi | Puchar ligi | Europa | Europa | Inne  | Inne   | Razem | Razem  |
| Klub                  | Sezon      | Mecze | Bramki | Mecze        | Bramki       | Mecze       | Bramki      | Mecze  | Bramki | Mecze | Bramki | Mecze | Bramki |
| --------------------- | ---------- | ----- | ------ | ------------ | ------------ | ----------- | ----------- | ------ | ------ | ----- | ------ | ----- | ------ |
| Manchester United     | 2004/2005  | 0     | 0      | 1            | 0            | 1           | 0           | 1      | 0      | 0     | 0      | 3     | 0      |
| Manchester United     | 2005/2006  | 3     | 0      | 2            | 0            | 2           | 0           | 0      | 0      | –     | –      | 7     | 0      |
| Manchester United     | 2006/2007  | 0     | 0      | 0            | 0            | 0           | 0           | 0      | 0      | –     | –      | 0     | 0      |
| Manchester United     | 2007/2008  | 9     | 0      | 0            | 0            | 1           | 0           | 3      | 2      | 0     | 0      | 13    | 2      |
| Manchester United     | Ogólnie    | 12    | 0      | 3            | 0            | 4           | 0           | 4      | 2      | 0     | 0      | 23    | 2      |
| Real Saragossa (wyp.) | 2006/2007  | 22    | 2      | 6            | 1            | –           | –           | –      | –      | –     | –      | 28    | 3      |
| Real Saragossa (wyp.) | Ogólnie    | 22    | 2      | 6            | 1            | 0           | 0           | 0      | 0      | 0     | 0      | 28    | 3      |
| FC Barcelona          | 2008/2009  | 25    | 1      | 6            | 1            | –           | –           | 14     | 1      | 0     | 0      | 45    | 3      |
| FC Barcelona          | 2009/2010  | 32    | 2      | 1            | 0            | –           | –           | 11     | 2      | 5     | 0      | 49    | 4      |
| FC Barcelona          | 2010/2011  | 31    | 3      | 7            | 0            | –           | –           | 12     | 1      | 1     | 0      | 51    | 4      |
| FC Barcelona          | 2011/2012  | 22    | 2      | 8            | 0            | –           | –           | 5      | 0      | 3     | 0      | 38    | 2      |
| FC Barcelona          | 2012/2013  | 28    | 2      | 4            | 1            | –           | –           | 10     | 0      | 2     | 0      | 44    | 3      |
| FC Barcelona          | 2013/2014  | 26    | 2      | 2            | 0            | –           | –           | 9      | 2      | 2     | 0      | 39    | 4      |
| FC Barcelona          | 2014/2015  | 27    | 5      | 6            | 1            | –           | –           | 11     | 1      | –     | –      | 44    | 7      |
| FC Barcelona          | 2015/2016  | 30    | 2      | 5            | 2            | –           | –           | 7      | 1      | 4     | 0      | 46    | 5      |
| FC Barcelona          | 2016/2017  | 25    | 2      | 7            | 0            | –           | –           | 8      | 1      | 1     | 0      | 41    | 3      |
| FC Barcelona          | 2017/2018  | 30    | 2      | 7            | 1            | –           | –           | 9      | 1      | 2     | 0      | 48    | 4      |
| FC Barcelona          | 2018/2019  | 35    | 4      | 5            | 0            | –           | –           | 11     | 2      | 1     | 1      | 52    | 7      |
| FC Barcelona          | 2019/2020  | 35    | 1      | 2            | 0            | –           | –           | 7      | 0      | 1     | 0      | 45    | 1      |
| FC Barcelona          | 2020/2021  | 18    | 0      | 2            | 1            | –           | –           | 3      | 1      | 0     | 0      | 23    | 2      |
| FC Barcelona          | 2021/2022  | 27    | 1      | 2            | 0            | –           | –           | 10     | 2      | 1     | 0      | 40    | 3      |
| FC Barcelona          | 2022/2023  | 6     | 0      | 0            | 0            | –           | –           | 4      | 0      | 0     | 0      | 10    | 0      |
| FC Barcelona          | Ogólnie    | 397   | 29     | 65           | 7            | 0           | 0           | 131    | 15     | 23    | 1      | 616   | 52     |
| W karierze            | W karierze | 431   | 31     | 74           | 8            | 4           | 0           | 135    | 17     | 23    | 1      | 667   | 57     |

### Reprezentacyjne
| Reprezentacja | Rok     | Mecze | Bramki |
| ------------- | ------- | ----- | ------ |
| Hiszpania     | 2009    | 13    | 4      |
| Hiszpania     | 2010    | 16    | 0      |
| Hiszpania     | 2011    | 8     | 0      |
| Hiszpania     | 2012    | 11    | 0      |
| Hiszpania     | 2013    | 11    | 0      |
| Hiszpania     | 2014    | 6     | 0      |
| Hiszpania     | 2015    | 8     | 0      |
| Hiszpania     | 2016    | 12    | 1      |
| Hiszpania     | 2017    | 9     | 0      |
| Hiszpania     | 2018    | 8     | 0      |
| Łącznie       | Łącznie | 102   | 5      |

## Sukcesy
Największymi sukcesami Katalończyka są potrójne korony z FC Barceloną zdobyte w sezonach 2008/2009 i 2014/2015. Piłkarz wywalczył także mistrzostwo Anglii i Ligę Mistrzów z Manchesterem United w 2008. Poszczycić może się ponadto triumfem w Pucharze Ligi Angielskiej. Z reprezentacją Hiszpanii wywalczył mistrzostwo świata w 2010, mistrzostwo Europy w 2012, a także mistrzostwo Europy w reprezentacjach do lat 19 oraz 17.
Ponadto strzelił gola w El Clásico, który był setną bramką strzeloną przez piłkarzy FC Barcelony w rozgrywkach Primera División w sezonie 2008/2009.
W sezonie 2009/2010 zdobył po raz kolejny mistrzostwo Hiszpanii, a także Superpuchar Hiszpanii. W sezonie 2010/2011 wraz z Barceloną, zdobył mistrzostwo Hiszpanii oraz wygrał Ligę Mistrzów.

### Manchester United
- Mistrzostwo Anglii: 2007/2008
- Tarcza Wspólnoty: 2007
- Liga Mistrzów UEFA: 2007/2008

### FC Barcelona
- Mistrzostwo Hiszpanii: 2008/2009, 2009/2010, 2010/2011, 2012/2013, 2014/2015, 2015/2016, 2017/2018, 2018/2019, 2022/2023
- Puchar Króla: 2008/2009, 2011/2012, 2014/2015, 2015/2016, 2016/2017, 2017/2018, 2020/2021
- Superpuchar Hiszpanii: 2009, 2010, 2011, 2013, 2016, 2018
- Liga Mistrzów UEFA: 2008/2009, 2010/2011, 2014/2015
- Superpuchar Europy UEFA: 2009, 2015
- Klubowe mistrzostwo świata: 2009, 2011, 2015

### Reprezentacyjne
- Mistrzostwo świata: 2010
- Mistrzostwo Europy: 2012
- Wicemistrzostwo Pucharu Konfederacji 2013
- 3. miejsce w Pucharze Konfederacji: 2009
- Mistrzostwo Europy U-19: 2006

### Indywidualne
- Najlepszy obrońca Primera División: 2009/2010
- Drużyna sezonu Primera División: 2014/2015, 2015/2016
- Drużyna sezonu Ligi Mistrzów: 2014/2015
- Drużyna turnieju Mistrzostw Europy: 2012
- Drużyna Roku UEFA: 2010, 2011, 2012, 2015, 2016
- Drużyna Roku FIFPro: 2010, 2011, 2012, 2016
- Drużyna Roku European Sports Media: 2010/11, 2013/14, 2014/15, 2015/16

## Reprezentacja Hiszpanii
Gerard Piqué zadebiutował w pierwszej reprezentacji Hiszpanii w piłce nożnej 11 lutego 2009 w wygranym 2:0 meczu z Anglią. Brał udział w Mistrzostwach Świata do lat dwudziestu w Kanadzie w 2007 roku. Zagrał tam we wszystkich sześciu spotkaniach swojej reprezentacji, strzelił jednego gola (w wygranym 4:2 meczu z Brazylią w 1/8 finału). W ćwierćfinałowym meczu z reprezentacją Czech nie wykorzystał decydującej „jedenastki” w konkursie rzutów karnych i Hiszpania odpadła z turnieju.
W 2010 w RPA zdobył z reprezentacją Hiszpanii mistrzostwo świata. La Furia Roja pokonała w finale mundialu Holandię 1:0. Mecz rozstrzygnęła dogrywka, a bramkę zdobył Andrés Iniesta. W 2012 podczas Mistrzostw Europy 2012 w Polsce i na Ukrainie zdobył z reprezentacją Hiszpanii Mistrzostwo Europy w Piłce Nożnej. W finale w Kijowie pokonali Włochów 4:0, bramki dla Hiszpanii strzelili David Silva, Jordi Alba, Fernando Torres i Juan Mata.
W 2018 był uczestnikiem Mistrzostw Świata w Rosji. Po przegranym meczu w 1/8 finału z reprezentacją gospodarzy ogłosił, że kończy karierę reprezentacyjną.

### Gole w reprezentacji Hiszpanii
| Lp. | Data                 | Miejsce                                      | Rywal                | Ocena | Wynik | Konkurencja             |
| --- | -------------------- | -------------------------------------------- | -------------------- | ----- | ----- | ----------------------- |
| 1.  | 28 marca 2009        | Estadio Santiago Bernabéu, Madryt, Hiszpania | Turcja               | 1 – 0 | 1 – 0 | el. do MŚ 2010          |
| 2.  | 12 sierpnia 2009     | Philip II Arena, Skopje, Macedonia           | Macedonia Północna   | 2 – 2 | 2 – 3 | towarzyski              |
| 3.  | 5 września 2009      | Estadio Riazor, A Coruña, Hiszpania          | Belgia               | 3 – 0 | 5 – 0 | el. do MŚ 2010          |
| 4.  | 14 października 2009 | Bilino Polje, Zenica, Bośnia i Hercegowina   | Bośnia i Hercegowina | 0 – 1 | 2 – 5 | el. do MŚ 2010          |
| 5.  | 13 czerwca 2016      | Stadium Municipal, Tuluza, Francja           | Czechy               | 1 – 0 | 1 – 0 | Mistrzostwa Europy 2016 |

## Odznaczenia
- Krzyż Wielki Orderu Zasług Sportowych (Hiszpania)

## Życie prywatne
Jego ojciec Joan jest prawnikiem, a mama Montserrat dyrektorką szpitala. Ma młodszego brata Marca. Jego dziadek Amador Bernabeu był wiceprezydentem FC Barcelony.
W latach 2010–2022 był w związku z kolumbijską piosenkarką Shakirą. Za pośrednictwem Facebooka oraz Twittera Shakira i Gerard poinformowali, że zostali rodzicami. 22 stycznia 2013 roku urodził im się syn, którego nazwali Milan, a 29 stycznia 2015 drugi syn, Sasha.
Przyjaźni się z Ceskiem Fàbregasem, Carlesem Puyolem i Bojanem Krkiciem.
We wrześniu 2021 r. Piqué poinformował o założeniu organizacji e-sportowej KOI, w porozumieniu z hiszpańskim streamerem Ibai'em Llanosem. W 2022 r. drużyna KOI brała udział w rozgrywkach ligi hiszpańskiej w League of Legends, a w październiku podczas Mistrzostw Świata 2022 w League of Legends poifnormowano o fuzji z amerykańską drużyną Rogue, w wyniku której organizacja jest współwłaścicielem miejsca we franczyzowej lidze LEC. Organizacja bierze udział w turniejach League of Legends oraz Valorant, Rainbow Six Siege, Teamfight Tactics, Call of Duty i Rocket League.